# Xènia Dyakonova
Ksénia Diàkonova, rus: Ксения Дьяконова, coneguda habitualment en català com a Xènia Dyakonova (Leningrad, actual Sant Petersburg, 1985) és poeta, traductora, crítica literària i professora d'escriptura.
Dyakonova va néixer a Leningrad l'any 1985. L'any 1999 es trasllada a Barcelona, on estudia Teoria de la Literatura i Literatura Comparada a la Universitat de Barcelona. A partir de l'any 2001, publica nombroses seleccions de poemes a les revistes literàries de Sant Petersburg i Moscou i el 2003 publica el seu primer poemari en rus, Moià jisn' bez menià; posteriorment, publica els reculls de poemes Kaníkuly (Vacances, 2007) i Florianópol (2010). L'any 2002 va rebre el premi de poesia jove Nóvie Imenà (Els Nous Noms), i l'any 2014 va ser premiada en el Certamen Joseph Brodsky en la modalitat de cicle poètic.
En català, l'any 2015, publica el recull de poemes Per l'inquilí anterior, amb il·lustracions de Miguel Pang Ly i el 2020, Dos viatges.
Dyakonova ha traduït al català novel·les, assaigs, poemes i articles periodístics de diversos autors, entre els quals destaquen Anton Txèkhov, Mikhaïl Bulgàkov, Anna Politkóvskaia, Lev Tolstoi, Varlam Xalàmov i Aleksandr Kúixner. L'any 2016 va rebre el Premi de traducció Vidal Alcover i l'any 2018 se li atorgà el Premi PEN Català de Traducció Literària, per la seva versió al català del poemari A banda i banda del petó, de Vera Pàvlova. Ha col·laborat en la traducció d'antologies de poesia catalana moderna al rus i, en castellà, ha publicat traduccions dels poetes Lev Rubinstein, Nikolai Gumiliov, Borís Pasternak i Aleksandr Kúixner.
Com a crítica, és autora del pròleg del recull de contes Hi havia una vegada una dona que va seduir el marit de la seva germana, i ell es va penjar d'un arbre, de Liudmila Petruixévskaia, ha col·laborat amb el suplement cultural del diari Avui entre els anys 2005 i 2015. Des del 2013 col·labora amb el suplement cultural del diari Ara i des del 2018 amb la revista digital La Lectora. El 2020 va publicar Apunts de literatura russa i un afegit polonès, un recull de textos sobre literatura russa i polonesa.
Des de l'any 2020, col·labora en la revista L'Avenç.
L'any 2023 funda l'editorial Vacamú, especialitzada en llibre infantil il·lustrat.

## Obres

### Poesia en català
- Per l'inquilí anterior (Blind Books, 2015)
- Dos viatges (Edicions del Buc, 2020)

Assaig
- Apunts de literatura russa i un afegit polonès (Cal·lígraf, 2020)

Narrativa
- El conte de l'alfabet (L'Avenç, 2022). Premi Núvol 2022. Premi Nollegiu 2022, categoria Relats.

Traduccions
- El monjo negre d'Anton Txékhov (Laertes editorial, 2003)
- És tot el que tenim d'Aleksander Kúixner (Llibres del Segle, 2013)
- Relats de Kolimà. Volum I de V. Xalàmov (Días Contados, 2013)
- A banda i banda del petó de Vera Pàvlova (El Gall, 2017)
- Relats de Kolimà. Volums II i III de V. Xalàmov (Días Contados, 2018)
- L’artista del tupè i altres narracions de  N. Leskov (Edicions 1984, 2020)
- El Mestre i Margarita de M. Bulgàkov (Edicions Proa, 2021)
- El doble de  F. Dostoievski (Quid Pro Quo, 2021)
- Poemes de l'hora de dinar de  F. O'Hara (Edicions 1984, 2022)
- El circ Printimpram de  D. Kharms (Vacamú, 2023)